# Esther de Vries
Esther de Vries is een Nederlandse triatlete. Ze won enkele medailles bij Nederlandse kampioenschappen triatlon.
In 2005 werd ze derde bij de triatlon van Almere. Ze finishte in een tijd van 10:09.51 als tweede Nederlander. Twee jaar later won ze een bronzen medaille op het NK lange afstand in Almere. Deze prestatie evenaarde ze in 2008.

## Belangrijkste prestaties

### Triatlon
- 2003:  halve triatlon Leiderdorp
- 2004:  OD triatlon van Heerenveen
- 2004: OD triatlon Groningen
- 2004: OD triatlon Nijeveen
- 2004: 6e NK middenafstand (Nieuwkoop)
- 2004: 12e Internationale triatlon Nice(4-120-30) (2e agegroep V30-35) 7:54:37
- 2005: 5e NK middenafstand Nieuwkoop
- 2005: OD triatlon Nijeveen
- 2005:  OD triatlon Groningen
- 2005:  NK lange afstand (3,8-180-42,2) (Almere) 10.09.51
- 2005: 4e 3/4 triatlon Stein (3-110-30)
- 2007:  OD triatlon Groningen
- 2007:  OD triatlon Nijeveen
- 2007:  kwart triatlon Stiens
- 2007:  NK LA (3,8-180-42,2) Almere 9.51.21
- 2008:  5e NK middenafstand Nieuwkoop
- 2008:  OD triatlon Groningen
- 2008:  NK lange afstand (3-110-30) Stein 6:42:57
- 2008: 4e hele triatlon(3,8-180-42,2) Almere 9.48.21
- 2008:  Elbaman (3,8-180-42,2)11.22.38
- 2009:  OD triatlon Heerenveen
- 2009: 4e NK middenafstand (3e D24) Nieuwkoop
- 2009: 6e 3/4 triatlon (3-110-30)Stein 6:41:27
- 2009: 6e Embrunman (3,8-188-42,2)12:13:46
- 2010:  OD triatlon Heerenveen)
- 2010:  halve triatlon Groningen
- 2010: 4e NK lange afstand (3-110-30) Stein (5e overall) 6:21:45
- 2010:  Halve triatlon Eupen
- 2010: 5e Embrunman (3,8-188-42,2) 12:00:05
- 2010: 5e Tristar Sardinië 222 (2-200-20) 8:51:33

### Duatlon
- 2003:  duatlon (Assen)
- 2004: 9e EK duatlon (15-60-7,5) Venray (1e agegroep 30-35) 4e NK
- 2005:  duatlon Mildam
- 2007: 2e duatlon Ter Idzard (10-40-5)
- 2009:  duatlon Ter Idzard (10-40-5)
- 2010:  duatlon Ter Idzard (10-40-5)